# Leo Schrade
Leo Schrade (Olsztyn, hoy Polonia, 13 de diciembre de 1903 - Spéracèdes, Francia, 21 de septiembre de 1964) fue un musicólogo alemán.
Estudió en el conservatorio de Mannheim y frecuentó la universidad de Heidelberg en la que estudió filosofía, Historia, literatura y economía; después aprendió musicología en la Universidad de Múnich y Leipzig. Fue profesor adjunto de la Universidad de Königsberg (hoy Kaliningrado) en 1929; entre otros alumnos tuvo a Degen; en 1937 se trasladó a Estados Unidos, donde ejerció como profesor durante 10 años, hasta el 1948, en la Universidad de Yale. En 1958 fue nombrado profesor de numerario en la Universidad de Basilea y el 1962/63 en la Universidad de Harvard.
Se especializó en la música barroca y del siglo XVIII y fue un estudioso de la música de Monteverdi; escribiendo algunos libros especializados en el tema.
Fue un importante estudioso de la obra de Schütz y dejó varios ensayos sobre la música medieval y renacentista.